# Universitat de Roma La Sapienza
La Universitat de Roma La Sapienza, anomenada també col·loquialment La Sapienza (lit. ‘la saviesa’), és una universitat situada a Roma, Itàlia. El curs 2023/2024 tenia 124.721 estudiants inscrits i era la més gran d'Europa i una de les més grans del món per nombre d'alumnes inscrits.
La universitat va ser fundada el 20 d'abril de 1303 pel papa Bonifaci VIII. Avui dia, després de la reorganització de 2010, compta amb 11 facultats, 21 museus, 59 biblioteques i 67 departaments. La universitat té molts campus, el més gran dels quals disposa d'una superfície de 439.000 metres quadrats i se situa a prop de l'estació de ferrocarril de Termini. La Sapienza també té campus separats a Civitavecchia, Latina, Pomezia i Rieti. En el Rànquing de Xangai de 2023 estava classificada entre el lloc 101 i el 150 del mon, i és una de les quatre millors d'Itàlia.

## Història
L’origen de la Sapienza es remunta a l'any 1303 any en què el Papa Bonifaci VIII redacta la butlla “In suprema praeminentia dignitatis” que porta a la fundació del Studium Urbis, la Universitat de Roma. La Universitat es va situar fora de les muralles del Vaticà, un emplaçament que va marcar l'inici d'una nova relació entre la ciutat de Roma i els estudiosos que hi van arribar de tots els arreu del món. El Studium Urbis va anar adquirint importància i prestigi i a partir de 1363 va rebre una contribució estable de la ciutat de Roma. Als primers anys del segle XVI el papa Lleó X fusionà el Studium Urbis amb el Studium Curiae situat al Vaticà i impulsà els ensenyaments històrics, humanístics, arqueològics i científics. Va ser en aquells anys quan Bartolomeo Eustachio, un dels fundadors de l'anatomia moderna, va treballar a l'Studium Urbis.
L'any 1660 es trasllada el Studium Urbis a un edifici del Corso Rinascimento que pren el nom de Sapienza degut a la inscripció situada sobre la porta principal: Initium Sapientiae timor Domini. En aquell emplaçament Alexandre VII va fundar el 1670 la biblioteca Alexandrina que va promoure l’adquisició de textos, volums, alfabets i gramàtiques de països del Pròxim Orient.
Amb la proclamació de la primera República Romana el 1798, es va intentar donar un nou enfocament a la Universitat amb la fundació de l'Institut Nacional de Ciències i Arts. Quan l'any 1870 els Bersaglieri van completar la unificació d'Itàlia, va començar un període de reformes importants amb la secularització de la universitat romana, cosa que l’obre als nous corrents del pensament europeu modern.
La Sapienza va patir diverses crisis durant la primera meitat del segle xx. Primer a causa dels desacords entre partidaris de l'intervencionisme i de la neutralitat en la Primera Guerra Mundial. Després, a l'octubre de 1931, durant el període feixista, quan els docents van ser obligats a jurar fidelitat al Duce. Tres s'hi van negar i van perdre la càtedra.

## Estructura
D'ençà de la reestructuració del 2010 la Sapienza està formada per 11 facultats i una escola amb estatut especial en les quals es desenvolupen 350 estudis diferents entre graus, màsters i programes de doctorat. Aquestes facultats són: Arquitectura, Economia, Farmàcia i medicina, Lleis, Enginyeria civil i industrial, Enginyeria de la informació, informàtica i estadística, Lletres i filosofia, Medicina i odontologia, Medicina i psicologia, Ciències matemàtiques, físiques i naturals, Ciències polítiques, sociologia i comunicació i Escola d'enginyeria aeroespacial

## Alumnes notables
- Gabriele d'Annunzio: novel·lista, poeta i dramaturg.
- Bernardo Bertolucci: director de cinema i guionista.
- Daniel Bovet: farmacòleg guardonat amb el Premi Nobel de Fisiologia o Medicina el 1957 per la síntesi del primer antihistamínic clínicament disponible.
- Paolo Gentiloni: primer ministre d’Itàlia (2016-2018).
- Ennio de Giorgi: matemàtic.
- Mario Draghi: economista, director executiu del Banc Mundial (2002-2006), president del Banc Central Europeu (2011-2019) i primer ministre de la República Italiana (2021-2022).
- Federico Fellini: considerat un dels cineastes més influentsdel segle xx.
- Enrico Fermi: físic guardonat amb el Premi Nobel de Física el 1938 desenvolupador del primer reactor nuclear i de la teoria quàntica.
- Sergio Mattarella: 12è president de la República Italiana.
- Federica Mogherini: política que exercí com Alt representant de la Unió Europea per a Afers exteriors i Política de Seguretat (2014-2019).
- Maria Montessori: pedagoga impulsora del conegut mètode Montessori.
- Giorgio Parisi: físic co-guardonat amb el Premi Nobel de Física el 2021.
- Emilio Gino Segrè: co-guardonat amb el Premi Nobel de Física el 1959 pel descobriment de l'antiprotó.
- Abdirashid Ali Shermarke: primer ministre (1960-1964) i president de Somàlia (1967-1969).
- Antonio Tajani: polític italià, president del Parlament Europeu (2017-2019).
- Evangelista Torricelli: físic i matemàtic inventor del baròmetre.
- Carlo Verdone: actor, guionista i director de cinema.
- Vito Volterra: matemàtic i físic especialitzat en biologia matemàtica i en equacions integrals.

## Punts d'interès
- Sant'Ivo alla Sapienza
- San Pietro in Vincoli: El claustre és part de la Facoltà di Ingegneria